# Remodeling Her Husband
Remodeling Her Husband er en amerikansk stumfilm fra 1920 af Lillian Gish.

## Medvirkende
- Dorothy Gish som Janie Wakefield
- James Rennie som Jack Valentine
- Marie Burke som Mrs. Wakefield
- Downing Clarke som Mr. Wakefied
- Frank Kingdon som Mr. Valentine
- Leslie Marsh
- Mildred Marsh
- Barden Daube